# Station Plénée-Jugon
Station Plénée-Jugon is een spoorweghalte in de Franse gemeente Plénée-Jugon.
Zij wordt bediend door treinen van het netwerk TER Bretagne op het traject Rennes - Saint-Brieuc.